# Cyclodictyon subobtusifolium
Cyclodictyon subobtusifolium är en bladmossart som beskrevs av Hugh Neville Dixon, Fernand Mathieu Hubert Demaret och Potier de la Varde 1951. Cyclodictyon subobtusifolium ingår i släktet Cyclodictyon och familjen Hookeriaceae. Inga underarter finns listade i Catalogue of Life.